# Dyzostoza żuchwowo-twarzowa
Dyzostoza żuchwowo-twarzowa, zespół Treachera Collinsa, w skrócie TCS od ang. nazwy Treacher Collins Syndrome (spotykana jest także nazwa zespół Franceschettiego, Zwahlena i Kleina) – zespół wad wrodzonych o podłożu genetycznym, opisany po raz pierwszy w 1900 przez brytyjskiego chirurga i okulistę Edwarda Treachera Collinsa.
Wywoływany przez mutację chromosomu 5, zdarza się raz na od 10 do 50 tysięcy żywych urodzeń. Przejawia się znacznie pomniejszoną żuchwą, zniekształconymi (skośnymi) oczami oraz zniekształconymi (lub brakiem) małżowinami usznymi.